# Juninho Fonseca
Alcides Fonseca Junior, més conegut com a Juninho Fonseca o simplement Juninho (nascut a Olímpia, São Paulo, 29 d'agost de 1958) és un antic futbolista que jugava de defensa central.